# Koroška vrata
Koroška vrata (včasih imenovana tudi Koroško predmestje) je pretežno urbani predel na levem bregu Drave in severozahodna mestna četrt v Mariboru ter tudi oznaka katastrske občine.

## Prebivalstvo
V mestni četrti je bilo leta 2021 skupaj 10.023 prebivalcev, kar predstavlja 9 % vsega prebivalstva Mestne občine Maribor. Mestna četrt Koroška vrata ima več prebivalcev kot tri četrtine slovenskih lokalnih skupnosti.
Leta 2021 je bilo v mestni četrti 7.084 oseb s stalnim prebivališčem, kar predstavlja 7 % vseh oseb s stalnim bivališčem v mestni občini in 2.939 oseb z začasnim prebivališčem, kar predstavlja 30 % vseh oseb z začasnim bivališčem v Mestni občini Maribor. 

## Geografija

#### Območje mestne četrti
Mestna četrt Koroška vrata je najbolj severozahodna mestna četrt v Mestni občini Maribor.
Na vzhodu sega mestna četrt do Pristaniške ulice, Vodnikovega trga, Strossmayerjeve, Mladinske in Trubarjeve ulice, severno do grebena Kalvarije in Samotnega bora, vzhodno do Vinarskega potoka, na jugu pa meji na reko Dravo.

Območje mestne četrti, površine 2,82 km2 in obsega 8,2 km, vključuje površine s stanovanjskimi zgradbami, izobraževalnimi in raziskovalnimi ter družbenimi in poslovnimi institucijami, objekte in površine za šport, kulturo in rekreacijo, ter sorazmerno obsežne zelene površine, travnike, sadovnjake, vinograde in tudi gozdove. Precejšen del območja mestne četrti na Vrbanskem platoju predstavlja najožje in ožje vodovarstveno območje z najstrožjim in strožjim vodovarstvenim režimom.
Površina mestne četrti predstavlja 2 % površine Mestne občine Maribor.

#### Prostorski okoliši
Mestna četrt Koroška vrata je del Mestne občine Maribor in obsega dela dveh naselij, naselja Maribor in naselja Vinarje:
- naselje Maribor, del prostorskega okoliša 3,
- naselje Maribor, prostorski okoliši od 4 do 6 v celoti,
- naselje Maribor, prostorski okoliši od 51 do 77 v celoti,
- naselje Maribor, prostorski okoliši od 92 do 98 v celoti,
- naselje Maribor, prostorski okoliši od 479 do 481,
- naselje Vinarje, del prostorskega okoliša 489.

#### Seznam ulic
Na območju Mestne četrti Koroška vrata je 48 ulic oziroma cest s 966 hišnimi številkami. Največ, in sicer 108, jih je na Koroški cesti, na Gosposvetski cesti jih je 76 in na Bezenškovi ulici jih je 74.
Najmanj hišnih številk, in sicer 2, pa imajo Koprivnikova ulica, Krajnčičeva ulica, Pristaniška ulica in Vegova ulica.

## Infrastruktura
Na območju mestne četrti je razvejana javna infrastruktura. Večji objekti:
- Elektrodistribucijska razdelilna transformatorska postaja RTP Koroška vrata 110/10(20) kV 2 × 31,5 MVA,
- Kotlovnica Pristan s soproizvodnjo toplote in elektrike,
- Plinska merilno reducirna postaja MRP Koroška vrata,
- Črpališče pitne vode Vrbanski plato,
- Kanalizacijska črpalna postaja ČP Koblarjev zaliv,
- Koroški most,
- Studenška brv.

Elektroenergetska infrastruktura vključuje razdelilno transformatorsko postajo RTP Koroška vrata 110/10(20) kV 2 × 31,5 MVA, številne transformatorske postaje ter srednje in nizkonapetostno omrežje. RTP Koroška vrata je vzankana v mariborsko visokonapetostno mestno zanko.
Kotlovnica Pristan s soproizvodnjo toplote in električne energije predstavlja vir energije za sistem vročevodnega distribucijskega omrežja na levem bregu Drave, ki je preko Koroškega mostu povezan z desnobrežnim sistemom.
Infrastruktura zemeljskega plina vključuje plinsko merilno reducirno postajo MRP Koroška vrata in distribucijsko plinovodno omrežje s plinovodi in priključki različnih premerov in tlakov.
Črpališče pitne vode Vrbanski plato je najpomembnejši vodni vir v Mariboru, ki pokriva približno 70 % vseh potreb po pitni vodi za Maribor in za okoliške občine. Zaradi prevladujočega napajanja iz reke Drave je vir izdaten tudi v siceršnjih sušnih razmerah.
Koroški most predstavlja začetek sistema mariborske obvoznice, ki je povezan z izgrajenim zahodnim delom obvoznice na desnem bregu, na levem bregu Drave pa je izgradnja obvoznice zastala.

## Gospodarstvo
Na področju mestne četrti delujejo številni poslovni subjekti, vključno s storitvenimi in tehnološkimi dejavnostmi.

### Trgovina
V neposredni bližini mestne četrti je več nakupovalnih središč, med drugim pa so na območju mestne četrti naslednji trgovinski objekti:
- Lidl Koroška cesta, Koroška cesta 173,
- Tuš trgovina, Koroška cesta 53 b,
- Mercator market Maja, Vrbanska cesta 3,
- Mercator market Koroška vrata, Koroška cesta 116,
- Mercator market Pod kalvarijo, Vrbanska cesta 20,
- Vrtnarija Urbanek, Kralja Matjaža ulica 7,
- Vrtni center Vrtko, Koroška cesta 171,
- Biotehnična šola, Šolska prodajalna, Vinarska ulica 18.

### Gostinski lokali in hotel
Na območju mestne četrti je hotel in več lokalov, med njimi:
- S hotel, Smetanova ulica 20,
- Gostilna Zlati lev, Vodnikov trg 4,
- Jack & Joe Steak and burger club, Ob bregu 20,
- Okrepčevalnica Sarajevo, Gosposvetska cesta 43a,
- Veganska restavracija Loving Hut, Gosposvetska cesta 43a,
- Fast food pri Štuku, Gosposvetska cesta 84,
- Hiša kruha, Vodnikov trg 6,
- Sladolednica Lastovka, Smetanova ulica 6.

## Družbene dejavnosti
Na območju mestne četrti je razvejana mreža družbenih dejavnosti.

### Vzgoja, izobraževanje in znanost
Za predšolske otroke so na območju mestne četrti:
- Vrtec Ivana Glinška, enota Kosarjeva, Kosarjeva ulica 41,
- Vrtec Ivana Glinška, enota Ribiška, Ribiška ulica 11,
- Vrtec Ivana Glinška, enota Smetanova, Smetanova ulica 34,
- Zasebni vrtec Želvica, Strossmayerjeva ulica 34a,
- Vrtec Montessori, Vrbanska cesta 30.

Osnovno šolstvo na območju mestne četrti:  
- Osnovna šola Prežihovega Voranca, Gosposvetska cesta 10,
- Osnovna šola Montessori, Vrbanska cesta 30.

Na območju mestne četrti so številne srednje šole:
- Srednja elektro-računalniška šola in tehnična gimnazija, Smetanova ulica 6 in Gosposvetska cesta 9,
- Srednja gradbena šola in gimnazija, Smetanova ulica 35,
- Biotehniška šola, Vrbanska cesta 30,
- III. gimnazija, Gosposvetska cesta 4,
- Škofijska gimnazija Antona Martina Slomška, Vrbanska cesta 30.

Na območju mestne četrti so dijaški domovi:
- Dijaški dom Drava Maribor, Smetanova ulica 67,
- Dijaški dom Antona Martina Slomška, Vrbanska cesta 30.

Na območju mestne četrti so številne fakultete Univerze v Mariboru:
- Fakulteta za elektrotehniko, računalništvo in informatiko, Koroška cesta 46,
- Fakulteta za gradbeništvo, prometno inženirstvo in arhitekturo, Smetanova ulica 17,
- Fakulteta za kemijo in kemijsko tehnologijo, Smetanova ulica 17,
- Fakulteta za strojništvo, Smetanova ulica 17,
- Fakulteta za naravoslovje in matematiko, Koroška cesta 160,
- Filozofska fakulteta, Koroška cesta 160,
- Pedagoška fakulteta, Koroška cesta 160.

Na območju mestne četrti so študentski domovi:
- Študentski dom 4, Gosposvetska cesta 87,
- Študentski dom 5, Gosposvetska cesta 85,
- Študentski dom 6, Gosposvetska cesta 87a,
- Študentski dom 7, Gosposvetska cesta 83a,
- Študentski dom 8, Koroška cesta 35,
- Študentski dom 9, Koroška cesta 35,
- Študentski dom 10, Koroška cesta 35,
- Študentski dom 11, Ob bregu 22,
- Študentski dom 12, Ob bregu 24,
- Študentski dom 13, Smetanova ulica 71,
- Študentski dom 15, Koroška cesta 158,
- Študentski dom 16, Gosposvetska cesta 89,
- Študentski dom sv. Elizabete, Strossmayerjeva ulica 17.

### Zdravstvene ustanove
V mestni četrti so številne dejavnosti s področja zdravstva. S področja javnega zdravstva sta dve enoti:
- Enota Zdravstvenega doma Maribor na Gosposvetski cest 41,
- Center za sluh in govor na Vinarski ulici 6 in na Gosposvetski cesti 89.

S področja zasebnega zdravstva je več institucij:
- Medicinski in wellness center Fontana, Koroška cesta 172,
- MDT&T specialistične ambulante in medicinska diagnostika, Lavričeva ulica 1,
- številne druge specialistične zdravstvene in zobozdravstvene ambulante,

- Ambulanta za osebe brez osnovnega zdravstvenega zavarovanja s posvetovalnico, Strossmayerjeva ulica 15.

Na območju mestne četrti sta lekarni:
- Lekarne Maribor, lekarna Gosposvetska, Gosposvetska cesta 41,
- Lekarna Lent, Lavričeva ulica 1.

### Športni in prireditveni objekti
V mestni četrti so številni športni in prireditveni objekti:
- Stadion Ljudski vrt – Šport Maribor, Mladinska ulica 29,
- Kopališče Pristan – Šport Maribor, Koroška cesta 33,
- Dvorana Lukna, Mladinska ulica 26,
- Pomožna igrišča Ljudski vrt med Kamniško in Mladinsko ulico,
- Univerzitetni športni center Leona Štuklja, Koroška cesta 130,
- Teniški park Ljudski vrt, Kajuhova ulica 6a,
- Balinarska igrišča, Mladinska ulica 29,
- Urbano košarkarsko igrišče Iva Daneua ob križišču Mladinske in Strossmayerjeve ulice,
- Športno rekreacijski center Fontana, Gosposvetska cesta 114,
- Športna dvorana Vrbanska, Vrbanska cesta 30,
- Koncertna dvorana Štuk, Gosposvetska cesta 83.

## Institucije
Na območju mestne četrti delujejo številne organizacije oziroma institucije, med njimi:
- Ministrstvo za gospodarski razvoj in tehnologijo, Trubarjeva ulica 11,
- Služba vlade za razvoj in evropsko kohezijsko politiko, Trubarjeva ulica 11,
- Svetovalni center za otroke, mladostnike in starše Maribor, Lavričeva ulica 5,
- Študentska organizacija Univerze Maribor, Gosposvetska cesta 83,
- Center za pomoč na domu, Trubarjeva ulica 27,
- Dom invalidskih društev Maribor, Trubarjeva ulica 15,
- Dnevni center, Ozara, nacionalno združenje za kakovost življenja, Strossmayerjeva ulica 3
- Kmetijsko gozdarski zavod, Vinarska ulica 14,
- Policijska uprava Maribor, Marčičeva ulica 1 in Trubarjeva ulica 19,
- Zavod PIP - Pravni in informacijski center Maribor, Gosposvetska cesta 83,
- PZS-Popotniško združenje Slovenije, Gosposvetska cesta 86,
- Zavod za založniško in kulturno dejavnost Litera, Turnerjeva ulica 17,
- Nadškofijska karitas Maribor, Strossmayerjeva ulica 15,
- Glasbena in baletna šola Antona Martina Slomška, Vrbanska cesta 30,
- Medgeneracijska akademija Antona Martina Slomška, Vrbanska cesta 30,
- Samostan šolskih sester Sv. Frančiška Kristusa kralja, Strossmayerjeva ulica 17,
- Sončna vila, Kamniška ulica 22a,
- Ljudska kuhinja Betlehem, Strossmayerjeva ulica 15,
- Konzulat Republike Litve, Kosarjeva ulica 2,
- Veterinarski center Pika, Smetanova ulica 78.

## Sprehajalno rekreacijske poti
Na območju mestne četrti je več sprehajalno - rekreacijskih poti, med njimi:
- sprehajalna pot Lent – Mariborski otok,
- pot po Vrbanski cesti do Kamniškega drevoreda, mimo Račjega dvora do Vinarij,
- sprehajalne poti ob vznožju Kalvarije in po pobočju Kalvarije,
- pot na Urban,
- stopnice na Kalvarijo,
- pot štirih gričev,
- fitnes na prostem pri UŠC Leona Štuklja.

## Uprava

### Svet mestne četrti
Volilni upravičenci s stalnim prebivališčem na območju mestne četrti za štiri leta izvolijo petnajstčlanski svet mestne četrti. Redne volitve v svete mestnih četrti se opravijo istočasno z rednimi volitvami v mestni svet.
Svet mestne četrti z večino glasov navzočih članov izvoli izmed svojih članov predsednika in podpredsednika.
Predsednik sveta mestne četrti predstavlja in zastopa mestno četrt. Funkcije predsednika, podpredsednika in članov sveta mestne četrti so neprofesionalne.
Svet mestne četrti za mandatno obdobje 2022-2026 sestavljajo: Boris Munišič, predsednik, Boris Sovič, podpredsednik, Barbara Bratina, podpredsednica, ter članice in člani Liviana Borko, Ivan Bračko, Nina Gutić Slana, Zora Aurelija Jurič, Marko Kamenjev, Simona Koželj, Zdenka Križanič, Vid Lešnik, Dušanka Medved, Miodrag Petrovič, Ines Poštrak in Ernest Sagadinj.
Svet mestne četrti Koroška vrata je imenoval stalna delovna telesa:
- komisija za komunalne zadeve, promet in okolje,
- komisija za informiranje in obveščanje,
- komisija za socialno skrbstvo in zdravstveno varstvo,
- komisija za mladino in šport,
- komisija za kulturo in družbene dejavnosti,
- varnostni kolegij.

Sedež MČ Koroška vrata je začasno v Jurčičevi ulici 8/I. 

### Društvene dejavnosti
V mestni četrti aktivno delujejo številna društva. 
V prostorih sveta mestne četrti se med drugim sestajajo društva:
- Krajevna organizacija Združenja borcev za vrednote NOB ZZB Prežihov Voranc,
- Krajevna organizacija Združenja borcev za vrednote NOB Koroška vrata-Kamnica,
- Krajevna organizacija Društva izgnancev Slovenije,
- Kulturno društvo Mariborski oder.

V prostorih mestne četrti delujejo tudi interesne organizacije:
- skupini za samopomoč Hrast in Ginko,
- ročnodelski krožek Taščice,
- likovne skupine Aurora, Pro anima in Optimisti s svojimi ustvarjalnimi delavnicami,
- organizirane skupine občanov, ki skrbijo za zdravo življenje.[SN1]

### Iniciativa mestni zbor
Leta 2013 je bil za prebivalce mestne četrti Koroška vrata izveden prvi zbor Samoorganizirane mestne četrti Koroška vrata.
Samoorganizirane četrtne in krajevne skupnosti delujejo v okviru Iniciative mestni zbor.

## Znamenitosti
Poleg že omenjenih so na območju mestne četrti tudi druge zanimivosti, med njimi:
- Dvorec Račji dvor (cca 1200, 1803), Raški dol 1,
- Skala pod cerkvijo na Kalvariji - 375 m nadmorske višine,
- Langerjeva vila (1843), Mladinska ulica 29,
- Mitnica ob Vrbanski cesti (1847), Vrbanska cesta 47,
- Kostanjev drevored (tudi Kamniški drevored) (1895), Vrbanska cesta,
- Baroničina hiša (1903), Prežihova ulica 8 in Smetanova ulica 25,
- Vila Transilvanija (1910), Mladinska ulica 45,
- Ulični niz Smetanova ulica 30-38 a (1926-1927),
- Hutterjeva vila (1927), Marčičeva ulica 1,
- Perhavčeva vila, prva moderna stavba v Mariboru (1929-1930), Rosinova ulica 22,
- Ulični niz Smetanova ulica 45-54 (1944),
- Spominska plošča Lovro Kuhar - Prežihov Voranc (1952), Gosposvetska cesta 14,
- Spominska plošča narodni heroj ing. Jože Hermanko (1953), Smetanova ulica 52,
- Stanovanjska četrt ob Gosposvetski cesti (1954-1961),
- Drevored kavkaškega krilatega oreškarja (1960), Vrbanska cesta,
- Stopnice na Kalvarijo,
- Skulptura »Forma Viva« (1967), Gosposvetska cesta 44,
- Spomenik Prežihov Voranc (1968), Gosposvetska cesta 10,
- Dom Josipa Priola, Marčičeva ulica 9,
- Skulptura »Forma Viva« (1970), Gosposvetska cesta 9,
- Spomenik štirim učiteljem - narodnim herojem: Silviri Tomasini, Mihi Pintarju - Toledu, Jožetu Kerenčiču, Franju Vrunču, (1980), Koroška cesta 160,
- Spomenik žrtvam za svobodo 1941 1945 prvega slovenskega športnega kluba Maribor (1983), Mladinska ulica 29,
- Skulptura (1993), Koroška cesta 109 d,
- Razgledni stolp na severozahodni strani Koroškega mostu (1996),
- Pristan za splave v Koblerjevem zalivu,
- Muzej na prostem Račji dvor,
- Spominska plošča Janu Šedivyu, Kamniška ulica 26,
- Doprsni kip Pavel Turner (2002), Vinarska ulica 20,
- Lawsonova pacipresa, posajena ob 15. obletnici pobratenja Maribora in Gradca (2002), ob križišču Vrbanske in Medvedove ulice,
- Skulpture Trije angeli (2004), travnik ob Vrbanskem drevoredu (2004),
- Splavarska učna pot ob Dravi,
- Studenška brv (2008),
- Žametna črnina, potomka stare trte (2014), Vinarska ulica 14,
- Spomenik Josip Primožič Tošo (2021) v bližini Dvorane Lukna.

Številne zanimivosti so tudi zavarovane kot kulturni spomeniki oziroma naravne znamenitosti na območju Mestne občine Maribor.

## Znane osebnosti
Znane osebnosti, prebivalke oziroma prebivalci območja današnje mestne četrti:
- Marjan Bačko, gledališki igralec,
- Matej Brešar, matematik, redni član SAZU,
- Andrej Brvar, pesnik in urednik,
- Vladimir Bračič, prvi rektor Univerze v Mariboru,
- Ivan Čobal, slikar,
- Boštjan Čukur, pevec in pedagog,
- Friderik Degen, pedagog in častni občan Maribora,
- Branko Elsner, nogometaš,
- Vlado Emeršič, arhitekt,
- Živa Emeršič, kulturna urednica,
- Bojan Golija, slikar in grafik,
- Ivan (Anti) Gorjup, odvetnik,
- Bruno Hartman, bibliotekar in publicist,
- Jože Hermanko, narodni heroj,
- Josip Hutter, podjetnik,
- Mima Jaušovec, tenisačica,
- Saša Jerković, športni novinar,
- Alojzij Juvan, župan občine Maribor,
- Alojz Kajin Lojze, general,
- Igor Kenda, oglaševalec in pisatelj,
- Ondina Otta Klasinc, operna pevka in pedagoginja,
- Janez Klasinc, gledališki igralec,
- Fritz Knaus, nadžupan Maribora,
- Ivan Kocmut, arhitekt,
- Boris Kočevar, gledališki igralec,
- Božidar Krajnčič, botanik, častni občan Maribora,
- Tone Kropušek, gospodarstvenik in častni občan Maribora,
- Lovro Kuhar - Prežihov Voranc, pisatelj,
- Janez Lombergar, urednik in direktor RTV,
- Eva Lovše, zdravnica,
- Matija Malešič, politik in diplomat,
- Albina Mali Hočevar, narodna herojinja,
- Dušan Mevlja, gledališki igralec,
- Ivo Mojzer, pevec,
- Iko Otrin, baletni plesalec in koreograf,
- Rado Pavalec, gledališki igralec,
- Alenka Pinterič, pevka,
- Mirko Pleiweis, kapitan bojne ladje,
- Bojan Požar, novinar,
- Cvetana Priol, svetniška kandidatka,
- Josip Priol, sadjar in pedagog,
- Breda Pugelj, gledališka igralka,
- Vitja Rode, politik in gospodarstvenik,
- Drago Senica, arhitekt in ilustrator,
- Emil Šarkanj, galerist,
- Jan Šedivy, zgodovinar in publicist,
- Smiljan Škarica, frizer,
- Ilka Štuhec, smučarka,
- Ivan Štuhec, teolog,
- Peter Ternovšek, gledališki igralec,
- Igor Tičar, rektor Univerze v Mariboru,
- Emil Tomažič, sindikalist in predsednik Skupščine občine Maribor,
- Pavel Turner, pedagog in publicist,
- Tone Vogrinec, športni funkcionar,
- Frančiška Stanislava Voh, generalna predstojnica kongregacije,
- Jože Zupan, gledališki igralec,
- Dejan Židan, veterinar in politik,
- Mirko Žlender, predsednik skupščine občine Maribor in diplomat.

## Katastrska občina
Koroška vrata so ena od 2.716 katastrskih občin v Sloveniji. Številčna oznaka katastrske občine Koroška vrata je 658.
Vse parcele katastrske občine 658 Koroška vrata so na območju Mestne četrti Koroška vrata. Območje mestne četrti Koroška vrata pa poleg katastrske občine 658 Koroška vrata obsega tudi del katastrske občine 638 Krčevina in del katastrske občine 657 Maribor-grad.